# Moelva
Moelva est une localité du comté de Troms, en Norvège.

## Géographie
Administrativement, Moelva fait partie de la kommune de Kvæfjord.